# A&M Records
Pour les articles homonymes, voir A&M.
A&M Records est un label discographique américain. Il a été fondé en 1962 par Jerry Moss et Herbert Alpert en tant que label indépendant. Entre 1999 et 2018, le label appartenait au groupe Interscope Records, lui-même filial d'Universal Music Group. Entre 1966 et 1999, le studio était établi dans les Charlie Chaplin Studios, construits et dirigés par Charlie Chaplin.

## Histoire

### Débuts

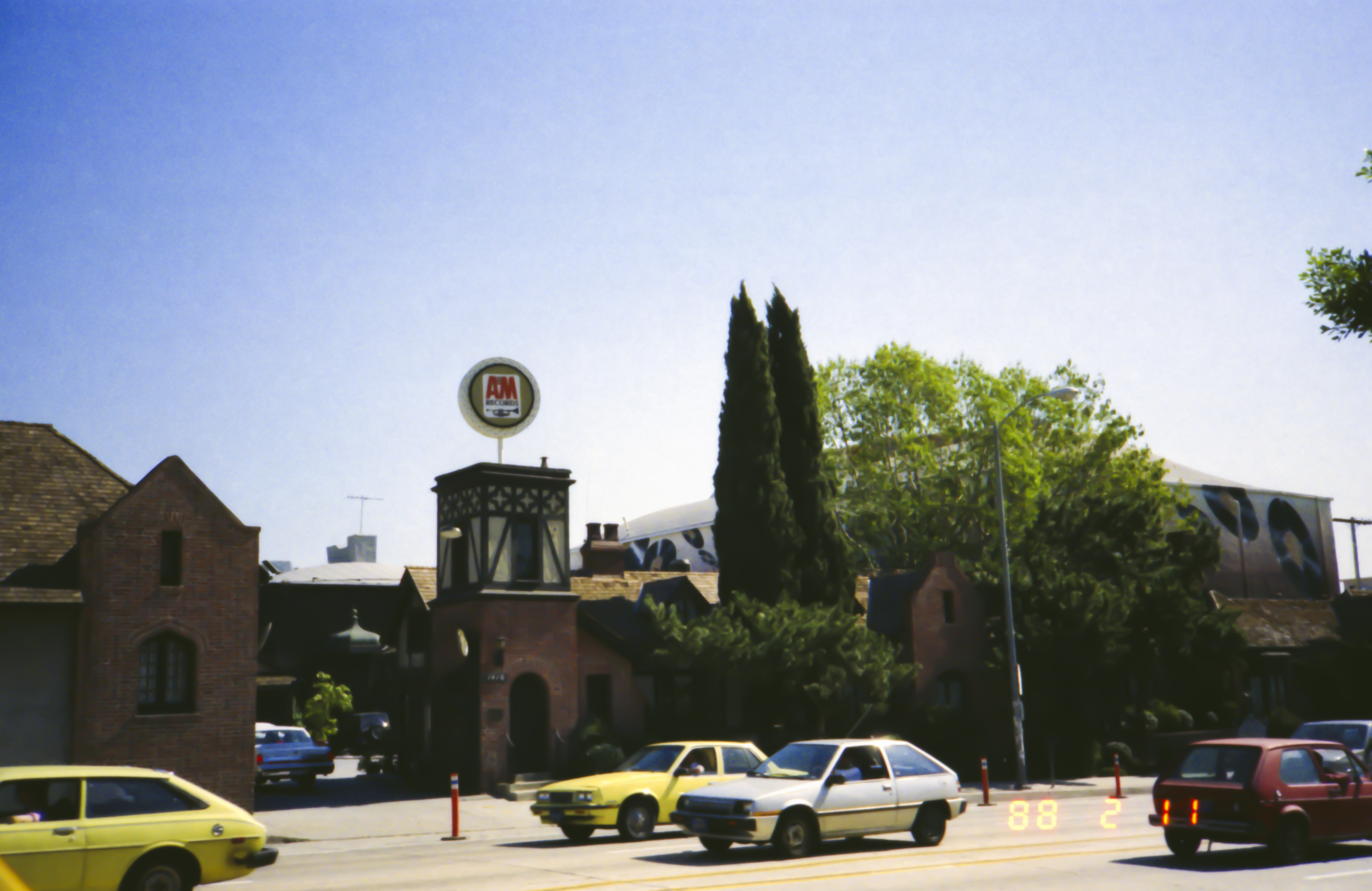
A&M Studios Main Gate, 1988.

A&M est lancée en 1961 sous le nom de Carnival Records, mais apprenant que le nom existait déjà, Alpert et Moss décide de le modifier et utilisent les initiales de leurs noms pour créer A&M Records. Jusqu'en 1967, A&M publie des enregistrements distribués par Pye Records au Royaume-Uni. Elle se lance ensuite dans sa propre distribution musicale. Elle a, par ailleurs, une assez grande histoire de distribution et de promotion de disques avec dans sa palette, des noms tels Dark Horse Records (1974–1976), IRS Records (1979–1985), Windham Hill Records (1982–1985), Gold Mountain Records (1983–1985), et Cypres Records (depuis 1986). A&M distribue aussi Ode Records.
Le 10 mars 1977, A&M signe les Sex Pistols après leur renvoi d'EMI Group. Cependant, A&M renvoie lui aussi le groupe en à peine une semaine. A&M soutient son succès dans les années 1980 avec une liste d'artistes et de groupes incluant Orchestral Manoeuvres in the Dark, Henry Badowski, Janet Jackson, The Police, Sting, The Brothers Johnson, Falco, Atlantic Starr, The Go-Go's, Bryan Adams, Suzanne Vega, Righeira, Brenda Russell, Jeffrey Osborne, Oingo Boingo, The Human League, Ozark Mountain Daredevils, Sharon, Lois and Bram, Annabel Lamb, Jim Diamond, Vital Signs, Joe Jackson, et le groupe de rock écossais Gun.
Au fil des années, A&M lance des empreintes de différents genres : Almo International ; Omen Records (1964–1966) pour la musique soul ; Horizon Records pour le jazz (1974–1978) ; AyM Discos pour la musique latino ; Vendetta Records pour la dance (1988–1990) ; et Tuff Break Records pour le hip-hop (1993–1995).

### Années PolyGram
A&M est acquis par PolyGram en 1989. Alpert et Moss continuent de diriger le label jusqu'en 1993,. En 1991, A&M lance Perspective Records comme joint venture avec l'équipe de production Jimmy Jam and Terry Lewis. Dans les années 1990, la société continue de publier des albums de Soundgarden, Extreme, Amy Grant, John Hiatt, Sting, Blues Traveler, Barry White, Aaron Neville, Sheryl Crow, Therapy?, CeCe Peniston, Ridel High, et Gin Blossoms.

### Universal Music Group
En 1998, PolyGram est acquis par Seagram et fusionne avec Universal Music Group, formé en 1996 comme successeur de MCA Music Entertainment Group. A&M est alors fusionné avec Interscope Geffen A&M d'Universal Music Group. Sa division canadienne est absorbée à Universal Music Canada.

## Filiales et labels associés
- 1500 Records (1998–2001)
- A&M Octone Records (2007-2014) ; anciennement Octone Records
- Antra Records (1998)
- AM:PM (1990–2002)
- Breakout Records (1987–1990)
- CTI Records (1967–1970)
- Cypres Records (1988–1990)
- Dark Horse Records (1974–1976)
- Delos International (1988–1990)
- Denon (1988–1992)
- DV8 Records (1995–1998)
- Flip Records (1996–1998)
- Gold Mountain Ltd. (1983–1985)
- Heavyweight Records (1998)
- I.R.S. Records (1979–1985)
- Nimbus Records (1987–1990)
- Ode Records (1970–1975)
- Polydor Records (1995–2000)
- Rap-A-Lot Records (1988)
- Shelter Records (en Grande-Bretagne, début des années 1970)
- Tabu Records (1991–1993)
- Tuff Break Records (1993–1995)
- TwinTone (1987–1989)
- T.W.Is.M (1996–1998)
- Vendetta Records (1988–1991)
- Windham Hill Records (1982–1985)
- Word Records (1985–1990)

## Groupes et artistes
- Annabel Lamb
- Ashley Roberts
- .38 Special
- 16 Horsepower
- Atlantic Starr
- Ayọ
- Bryan Adams
- Tijuana Brass de Herb Alpert
- Joan Baez
- George Benson
- Black Eyed Peas
- The Brothers Johnson
- Burt Bacharach
- Captain and Tennille
- Vanessa Carlton
- The Carpenters
- Joe Cocker
- Rita Coolidge
- Chris Cornell
- Sheryl Crow
- Chris de Burgh
- Dodgy
- Dred Scott (rappeur)
- Duffy
- Eleven
- ELO
- Flyleaf
- Peter Frampton
- Gin Blossoms
- Girlicious
- Amy Grant
- Al Green
- Emmylou Harris
- Murray Head
- John Hiatt
- The Hives
- Roger Hodgson
- Hollywood Undead
- The Human League
- MxPx
- James Ingram
- Janet Jackson
- Joe Jackson
- Antônio Carlos Jobim
- Booker T. Jones
- Quincy Jones
- L.T.D.
- Magma
- Chuck Mangione
- Marilyn Manson
- Maroon 5
- Hugh Masekela
- Sérgio Mendes
- Mint Condition
- Wes Montgomery
- Mya
- Milton Nascimento
- Ann Nesby
- The Neville Brothers
- Roger Nichols
- Alexander O'Neal
- Jeffrey Osborne
- Ozark Mountain Daredevils
- The Police
- Iggy Pop
- Billy Preston
- Procol Harum
- The Pussycat Dolls
- Queen
- The Ronettes
- S Club
- The Sex Pistols (une semaine)
- Ben Sidran
- Simian Mobile Disco
- Snow Patrol
- Soundgarden
- Cat Stevens
- Sting
- The Stranglers
- The Strawbs
- Styx
- Sun Ra
- SuperHeavy
- Shanice
- Supertramp
- Ike & Tina Turner
- Gino Vannelli
- Suzanne Vega
- Rosie Vela
- Rick Wakeman
- Barry White
- Paul Williams
- Bill Withers
- Kimberly Wyatt
- Sixto Rodriguez